# Шешенкара
Шешенкара (каз. Шешенқара, до 1993 г. — Пролетарское) — село в Бухар-Жырауском районе Карагандинской области Казахстана. Административный центр Шешенкаринского сельского округа. Код КАТО — 354071100.

## История
Село Николаевское основано в 1907 г в урочище Шешенкара переселенцами из Таврической губернии. В 1920 году по инициативе местной ячейки РКП(б) село переименовано в Пролетарское.

## Население
В 1999 году население села составляло 1672 человека (849 мужчин и 823 женщины). По данным переписи 2009 года, в селе проживали 983 человека (495 мужчин и 488 женщин).